# 2001 Nights
2001 Nights (2001夜物語?, Nisenichiya monogatari, lett. "Storie delle 2001 notti") è un manga pubblicato negli anni ottanta dall'autore giapponese Yukinobu Hoshino. La serie si ispira in maniera sostanziale alla classica fantascienza hard, e contiene molti omaggi a film e romanzi fantascientifici precedenti. Il titolo è un ibrido fra 2001: Odissea nello spazio e Le mille e una notte arabe.
Ogni volume della serie è costituito da una serie di brevi racconti a fumetti, i quali avvengono tutti all'interno di una cronologia unica, dalla durata di diversi secoli. Molte storie contengono riferimenti a fatti avvenuti in storie precedenti e si sviluppano a partire da questi. I racconti sono spesso (ma non sempre) scientificamente plausibili, e in questo si ispirano alla fantascienza degli anni cinquanta e sessanta.

## Aspetto grafico
Il manga segue le convenzioni tipiche del genere: è disegnato ed inchiostrato in bianco e nero. Un'attenzione notevole è stata riservata alle sonde spaziali e ai vari strumenti, disegnati con una precisione quasi ingegneristica.

## Manga

### Racconti
I racconti che compongono la serie completa sono posti in ordine cronologico, con un'importante eccezione. Per la tecnologia utilizzata, la Notte 15 (Orbita ellittica) sembra svolgersi fra la Notte 6 e la Notte 7 (dopo l'invenzione dell'animazione sospesa e del viaggio interstellare, ma prima della scoperta del pianeta Lucifero).
| Nº | Titolo italiano Giapponese 「Kanji」 - Rōmaji | Data di prima pubblicazione         | Data di prima pubblicazione                    |
| Nº | Titolo italiano Giapponese 「Kanji」 - Rōmaji | Giapponese                          | Italiano                                       |
| 1  | 2001 Nights 1 「2001夜物語 1」 - Nisenichiya monogatari 1 | 18 agosto 1985 ISBN 4-575-93074-1   | 1992 (non integrale) 2005 (versione integrale) |
| 1  | Capitoli - Notte 1: Progenie - Notte 2: Bagliore terrestre - Notte 3: Il mare della fecondità - Notte 4: Maelstrom III - Notte 5: Gli orfani dello spazio - Notte 6: Rendez vous - Notte 7: Il viaggiatore venuto da lontano - Notte 8: La stella del demonio          |                                     |                                                |
| 2  | 2001 Nights 2 「2001夜物語 2」 - Nisenichiya monogatari 2 | 28 dicembre 1985 ISBN 4-575-93075-X | 1992 2006 (versione integrale)                 |
| 2  | Capitoli - Notte 9: Le luci del cielo sono tutte stelle - Notte 10: Un viaggio che supera il domani - Notte 11: Il mondo pietrificato - Notte 12: La nave degli sconosciuti - Notte 13: Pianeti simbionti - Notte 14: L'evoluzione finale - Notte 15: Orbita ellittica |                                     |                                                |
| 3  | 2001 Nights 3 「2001夜物語 3」 - Nisenichiya monogatari 3 | 24 ottobre 1986 ISBN 4-575-93076-8  | 1992 2006 (versione integrale)                 |
| 3  | Capitoli - Notte 16: Il canto degli uccelli ora è silente - Notte 17: Colonia - Notte 18: All'amore il tempo... - Notte 19: L'odissea del pianeta verde - Notte 20: La ballata della Terra lontana                                                                     |                                     |                                                |

### 2001+5

Copertina dell'edizione italiana di 2001+5

2001+5 è un fumetto in volume unico di Yukinobu Hoshino come seguito di 2001 Nights che raccoglie alcune storie autoconclusive ambientate nello stesso scenario del fumetto precedente, quasi tutte realizzate dall'autore successivamente. In Italia il volume è stato pubblicato da Flashbook.
| Nº | Titolo italiano Giapponese 「Kanji」 - Rōmaji | Data di prima pubblicazione        | Data di prima pubblicazione |
| Nº | Titolo italiano Giapponese 「Kanji」 - Rōmaji | Giapponese                         | Italiano                    |
| 1  | 2001+5 「2001+5」 | 28 gennaio 2006 ISBN 4-575-93996-X | ottobre 2006                |
| 1  | Capitoli - Nel gran mare della notte - Arthur World I - Arthur World II - Arthur World III - La stella rossa dello scorpione (1) - Il vaso di collera - Space fantasia part 1: Il pianeta d'oro - Space fantasia part 2: Dolmen - Space fantasia part 3: Viaggio verso il polo - Phobos e Deimos - Il pianeta delle nebbie |                                    |                             |

## Anime

### Space fantasia 2001 yoru monogatari
Nel 1987 dal manga è stato tratto un OVA prodotto dalla Tokyo Movie Shinsha per la regia di Yoshio Takeuchi e distribuito in Giappone per il mercato home video.

#### Doppiaggio
| Personaggio       | Voce giapponese  |
| ----------------- | ---------------- |
| Adam              | Toshio Furukawa  |
| Adam Robinson Jr. | Gorō Naya        |
| Karen             | Hiromi Murata    |
| Hannah            | Hiromi Tsuru     |
| Clarke            | Keiichi Noda     |
| Tobi              | Ryō Horikawa     |
| Rheo              | Tamio Ohki       |
| Chris             | Yuriko Fuchizaki |
| Voce narrante     | Taeko Nakanishi  |

### To
Nel 2009 dal manga è stato tratto un OVA in due episodi prodotto da Oxybot per la regia di Fumihiko Sori e distribuito in Giappone per il mercato home video.

#### Doppiaggio
| Personaggio | Voce giapponese |
| ----------- | --------------- |
| Dan         | Akio Ohtsuka    |
| Arina       | Aya Hirano      |
| Ion         | Jun Fukuyama    |
| Maria       | Romi Park       |

#### Colonna sonora
Tema di chiusura
- "Aoi Tsuki to Ambivalence na Ai" (青い月とアンビバレンスな愛?) cantata da Moumoon